# Il cuore di David
Il cuore di David è un film televisivo del 2004 diretto da Paul Hoen e tratto dal romanzo Searching for David's Heart di Cherie Bennett.

## Trama
David muore in un incidente stradale e sua sorella Darcy, sentendosi responsabile dell'accaduto, non riesce a darsi pace ed intraprende un viaggio alla ricerca di colui che ha ricevuto il cuore del fratello nella speranza di trovare in lui una parte del fratello defunto.

## Riconoscimenti
- 2005 - Directors Guild of America Awards
  - Candidato al Directors Guild of America Awards per l'Outstanding Directorial Achievement in Children's Programs a Paul Hoen

- 2005 - Humanitas Prize
  - Humanitas Prize

- 2005 - Young Artist Awards
  - Young Artist Award alla miglior performance in un film televisivo, miniserie o special - Giovane attrice protagonista a Danielle Panabaker
  - Candidato al Young Artist Award per il miglior film televisivo o special per famiglie